# 派赖涅
派赖涅，是匈牙利沃什州所辖的一个村，总面积16.22平方公里，总人口701，人口密度43.2人/平方公里（2010年1月1日）。